# لیکوی ابوت
لیکوی ابوت (نام علمی: Malacocincla abbotti) نام یک گونه از تیره سسکیان است.
لیکوی ابوت یک گونه از خانوادا لیکویی‌های زمینی است.پراکندگی این گونه پرنده مناطق وسیعی از رشته کوه هیمالیا در جنوب آسیا و جنگل‌هایی در جنوب شرق آسیا می‌باشد.

## مشخصات
بالغین لیکوی ابوت با چانه ی قهوه‌ای ،دم کوتاه،حرکت این گونهوپرنده به صورت جابه جاش شدنی می‌باشد.گلوی آن دارای رنگی شبیه به خاکستری و سفید همراه با خال‌های نقطه‌ای سفید رنگ در مرکز گردن.طول بدن این پرنده ۱۲-۱۳ سانتی‌متر (۴.۷-۵.۱)،با یک سر به اندازه ۳۹-۴۴ میلی‌متر و دم با طول ۵۵-۶۱ میلی‌متر . اینوپرنده در جنگل اغلب سر و صدای زیادی به پا می‌کند.

## پراکندگی و زیستگاه
در جنوب آسیا،در کشورهایی همچون نپال تا ایالت آروناچال پرادش در هند و روستای آسام در جون ایالت آسام،و هیر بومی در ایالت مگالایا.
همچنین این پرنده در شرق و جوب شرقی پاکستان ،و شرق ایالت گهات در شمال شرقی آندرا پرادش حضور دارد.